# St. Michael (Abtsgmünd)

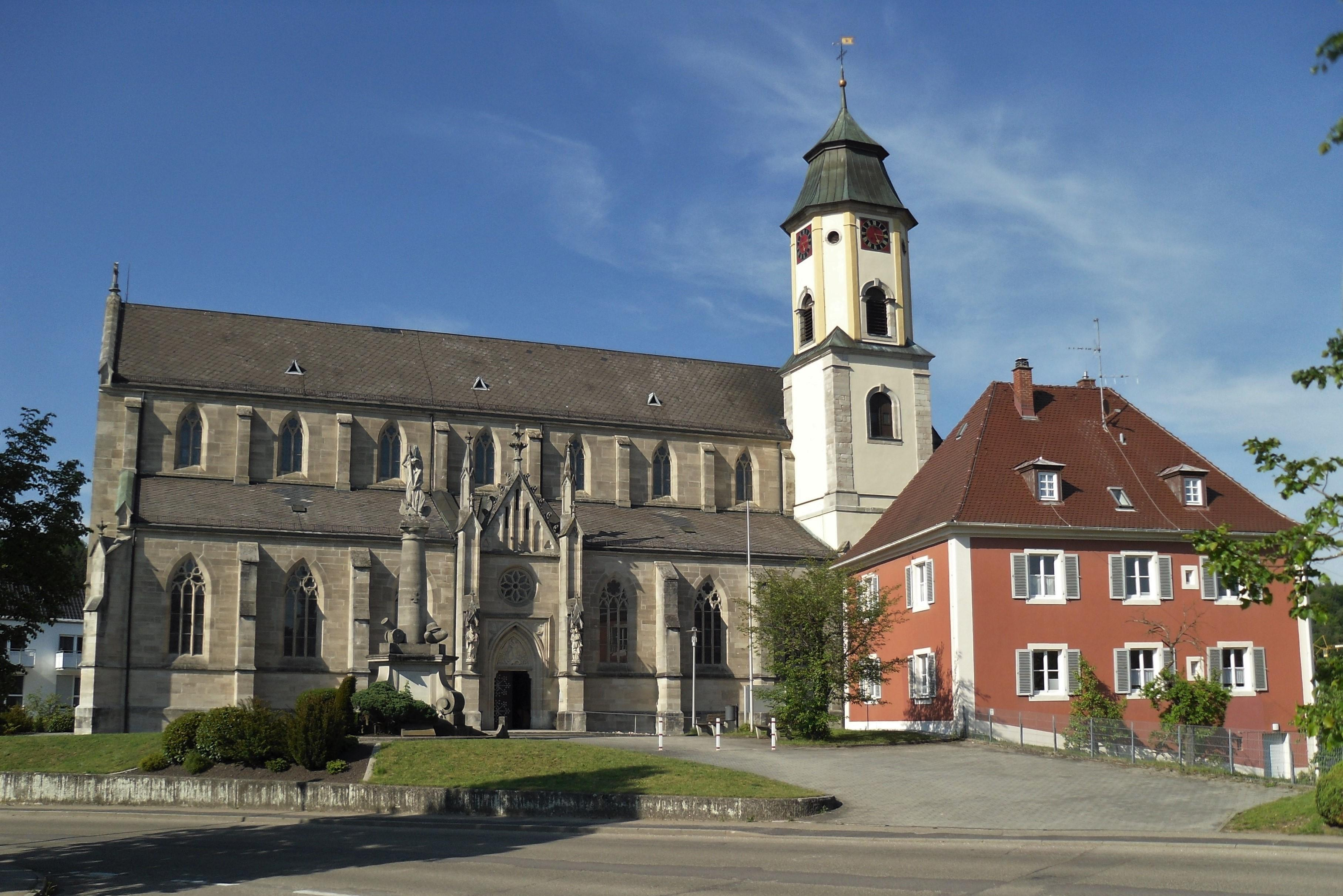
St. Michael in Abtsgmünd

Die römisch-katholische Pfarrkirche St. Michael steht in Abtsgmünd, einer Gemeinde im Ostalbkreis in Baden-Württemberg. Das Bauwerk ist beim Landesamt für Denkmalpflege Baden-Württemberg als Baudenkmal eingetragen. Die Kirchengemeinde gehört zum Dekanat Ostalb in der Diözese Rottenburg-Stuttgart.

## Beschreibung

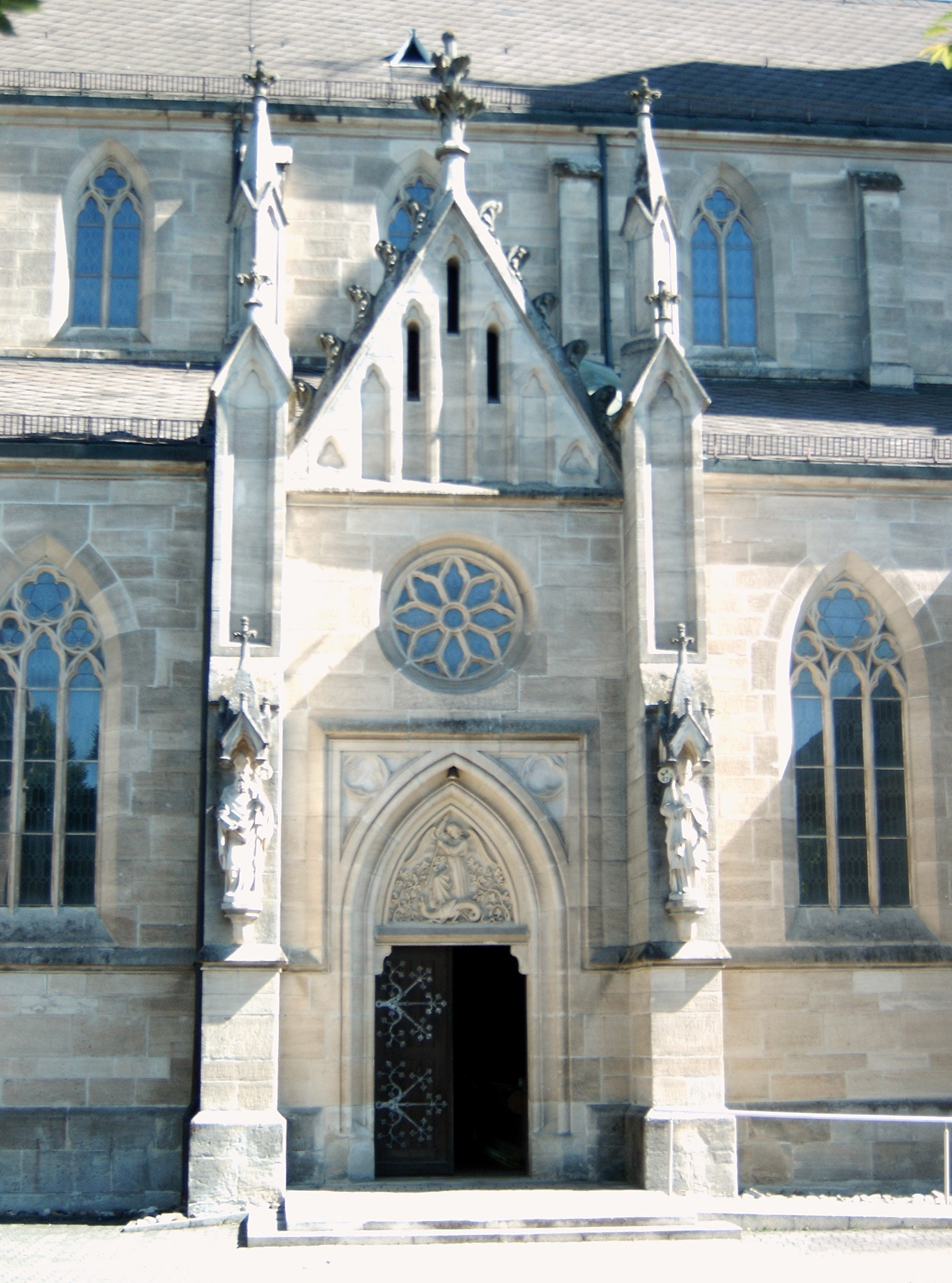
Portal

Die neugotische Basilika wurde 1883–86 als vierter Kirchenbau an dieser Stelle errichtet. In spätstaufischer Zeit zwischen 1200 und 1250 entstand die erste Kirche. Romanische Säulenkapitelle im Untergeschoss des Turms sind die ältesten Bauzeugen der Gemeinde Abtsgmünd. Das heutige Langhaus besteht aus einem Mittelschiff und zwei Seitenschiffen, die von Strebepfeilern gestützt werden, zwischen denen sich Maßwerkfenster befinden. Der dreiseitig geschlossene Chor im Osten des Mittelschiffs weist ebenfalls Strebepfeiler und Maßwerkfenster auf. Das Erdgeschoss des Chorflankenturms an der Südwand des Chors ist noch romanisch, das oberste, achteckiges Geschoss beherbergt die Turmuhr und den Glockenstuhl und ist mit einem gestuften Helm bedeckt. Die Fassade im Westen vor dem Mittelschiff ist mit einer Fensterrose verziert. 
Die Orgel wurde 1885 von Friedrich Weigle gebaut.